# 사회적 의사소통 장애
사회적(실용적 또는 실용적) 의사소통 장애(SPCD: social/pragmatic communication disorder)는 과거에 의미 화용 장애(SPD) 또는 화용 언어 장애(PLI)로 불리기도 했으며, 언어의 화용론적 측면을 이해하는데 어려움이 있는 장애다. 사회적 의사소통 장애를 가진 사람들은 언어의 의미론적 측면(말의 뜻)과 언어의 화용론적 측면(사회적 상황에서 언어를 적절하게 사용)에 어려움이 있다. 따라서, 사회적 의사소통 장애를 가진 사람은 언어적 및 비언어적 의사소통에 어려움이 있다.

## 증상
사회적 의사소통 장애가 있는 사람들은 다른 사람들이 말하는 내용의 의미를 이해하는데 특히 더 어려움이 있으며, 자신의 욕구를 언어로 표현하거나 다른 사람들과 상호작용하기 위해 언어를 적절하게 사용하는데 어려움이 있다. 이 장애를 가지고 있는 아동 청소년에게는 일반적으로 다음과 같은 증상이 나타난다.
- 언어 발달의 지연
- (후천성 실어증과 유사한) 언어장애: 단어 사이의 쉼, 전문 용어, 단어의 순서를 배치하는 것, 단어를 같은 범주로 묶는 것, 동사의 적절한 시제 사용하기에서 오류를 보인다.
- 말더듬 또는 '음, 아, 어'처럼 말의 흐름을 방해하는 단어 사용
- 단어나 문구의 반복
- 구체적인 이야기보다 사실(fact)에 기반한 이야기를 선호하는 경향
  - 어려움의 예시:
    - 대명사 또는 자기대명사 사용하기
    - 질문 이해하기
    - 선택하고 결정하기
    - 대화 또는 이야기 추적하기(대화는 '주제에서 벗어'나거나 '일방적'임)
    - 대화나 이야기에서 주제를 알아내기(세부 사항을 알기 어려움)
    - 동사의 적절한 시제 사용하기
    - 상황에 대한 설명
    - 풍자, 농담과 같은 맥락적 단서 이해하기
    - 독해
    - 몸짓 언어(body language) 이해하기
    - 언어 발달 지연으로 인한 우정 및 관계를 만들고 유지하는데 어려움
    - 모욕적인 말 구별하기[2]

## 진단
다음은 DSM-5에 따른 '사회적 화용 의사소통 장애'의 진단 기준이다. (DSM 코드: 315.39, ICD 코드: F80.82)
A. 언어적 비언어적 의사소통의 사회적인 사용에 있어서 지속적인 어려움이 있고, 다음과 같은 양상이 모두 나타난다.
1. 사회적 맥락에서 적절한 방식으로 인사 나누기나 정보 공유 같은 사회적 목적의 의사소통을 하는데 있어서의 결함
2. 교실과 운동장에서 각기 다른 방식으로 말하기, 아동과 성인에게 각기 다른 방식으로 말하기, 그리고 매우 형식적인 언어의 사용을 피하는 것과 같이 맥락이나 듣는 사람의 요구에 맞추어 의사소통 방법을 바꾸는 능력에 있어서의 손상
3. 자기 순서에 대화하기, 알아듣지 못했을 때 좀 더 쉬운 말로 바꾸어 말하기, 상호작용을 조절하기 위해 언어적 비언어적 신호를 사용하기와 같이 대화를 주고받는 규칙을 따르는데 있어서의 어려움
4. 무엇이 명시적 기술인지 아닌지(예: 추측하기), 언어의 비문자적 또는 애매모호한 의미(예: 관용구, 유머, 은유, 해석 시 문맥에 따른 다중적 의미)가 무엇인지를 이해하는데 있어서의 어려움

B. 개별적으로나 복합적으로 결함이 효과적인 의사소통, 사회적 참여, 사회적 관계, 학업적 성취 또는 직업적 수행의 기능적 제한을 야기한다.
C.  증상의 발병은 초기 발달 시기에 나타난다(그러나 결함은 사회적 의사소통 요구가 제한된 능력을 넘어설 때까지는 완전히 나타나지 않을 수 있다).
D.  증상은 다른 의학적 또는 신경학적 상태나 부족한 단어 구조 영역과 문법 능력에 기인한 것이 아니며, 자폐 스펙트럼장애, 지적장애(지적발달장애), 전반적 발달지연, 또는 다른 정신질환으로 더 잘 설명되지 않는다.

## 자폐 스펙트럼 장애와 연관성
사회적 의사소통 장애는 자폐 스펙트럼 장애(ASD)와 관련이 있다. 사회적 의사소통 장애가 DSM-5에 포함된 것은 2013년부터이다. 이 사회적 의사소통 장애의 진단체계를 세울 때, 자폐 스펙트럼 장애와는 다른 일종의 의사소통 장애 중 하나로 분류하였다.
자폐 스펙트럼 장애와 유사하게 사회적 의사소통과 사회적 상호작용의 손상은 있지만 제한적이고 반복적인 행동이나 관심은 보이지 않을 경우, 사회적 의사소통 장애로 진단할 수 있다. 사회적 의사소통 장애와 자폐 스펙트럼 장애 진단준거가 함께 충족될 때는 자폐 스펙트럼 장애 진단이 사회적 의사소통 장애 진단보다 우선되어야 한다.

## 같이 보기
- 감정표현불능증
- 아스퍼거 증후군
- 주의력결핍 과잉행동장애
- 고기능 자폐 장애